# 10486 Teron
10486 Teron eller 1985 CS2 är en asteroid i huvudbältet som upptäcktes den 15 februari 1985 av den belgiske astronomen Henri Debehogne vid La Silla-observatoriet. Den är uppkallad efter amatörastronomen Chris Teron.
Den har en diameter på ungefär 2 kilometer.